# Ceratophygadeuon gracilicornis
Ceratophygadeuon gracilicornis är en stekelart som beskrevs av Horstmann 1979. Ceratophygadeuon gracilicornis ingår i släktet Ceratophygadeuon och familjen brokparasitsteklar. Inga underarter finns listade i Catalogue of Life.